# Stoutenburg Noord
Stoutenburg Noord é uma aldeia holandesa pertencente ao município de Amersfoort, na província de Utrecht, com uma população estimada em 233 habitantes (2011).